# Степфордські дружини (фільм, 2004)
«Сте́пфордські дружи́ни» (англ. The Stepford Wives) — комедійний фільм з елементами жахів американського режисера Френка Оза з Ніколь Кідман у головній ролі, екранізація романа письменника Айри Левіна, рімейк однойменного фільму 1975 року.

## Короткий опис
Джоана та її чоловік переїздять в прекрасне передмістя Степфорда, де мешкають вершки суспільства. Проте, придивившися до своїх сусідок, Джоана помічає, що в них є щось дивне і штучне. Надто вони ідеальні та правильні. Єдина з них, хто нагадує живу людину — саркастична алкоголічка Бобі. Джоана і Бобі починають пильне дослідження степфордських дружин і доходять жахливого висновку: це дійсно не живі люди, це кіборги, якими замінили своїх реальних дружин тутешні чоловіки.
|  | - Чорний носять тільки мангеттенські кар'єристки, навіжені стерви. Ти такою хочеш стати? - Так, з дитинства мрію! |

## Сюжет
Джоанна Еберхарт (Ніколь Кідман) досягає на роботі небувалого успіху, ставши наймолодшим президентом телекомпанії EBS і паралельно успішно створивши родину. Але в якийсь момент вона втрачає кар'єру і впадає у тяжку депресію. Щоби зцілити свою дружину, Волтер Еберхарт (Меттью Бродерік) перевозить сім'ю до провінційного містечка Степфорд, штат Коннектикут. Тут всі чоловіки — успішні підприємці, а їхні дружини — усміхнені та невтомні домогосподарки. Джоанна, яка тепер змушена проводити свої будні вдома, раптово відкриває страшний секрет Степфорда.

## У ролях
- Ніколь Кідман у ролі Джоанни Еберхарт
- Метью Бродерік у ролі Вальтера Кресбі
- Бетт Мідлер у ролі Роберти «Боббі» Марковіц
- Крістофер Вокен у ролі Майка Веллінгтона
- Гленн Клоуз у ролі Клер Веллінгтон
- Роджер Барт у ролі Роджера Банністера
- Віра Хілл у ролі Сари Сандерсон
- Джон Ловіц у ролі Дейва Марковіца
- Метт Маллой у ролі Херб Сандерсон
- Девід Маршалл Ґрант у ролі Джеррі Хармона
- Кейт Шиндл у ролі Бет Пітерс
- Лоррі Беглі в ролі Шармен Ван Сант
- Ліза Лінн Мастерс у ролі Керол Уейнрайт
- Роберт Стентон у ролі Теда Ван Санта
- Майк Вайт у ролі Хенка
- КаДіі Стрікленд у ролі Тари
- Ларрі Кінг в ролі самого себе
- Мередіт Вієйра як ведуча шоу «Баланс сил»
- Біллі Буш як ведучий програми «Я можу зробити краще»
- Мері Бет Піл у ролі Хелен Девлін
- Ділан Хартіган у ролі сина Джоанни та Вальтера

## Історія створення
Знімання проходили в містах Гринвіч і Нью-Кейнен в штаті Коннектикут. Режисер Френк Оз із самого початку зіткнувся з низкою проблем. По-перше, напругу в процес вніс конфлікт продюсера Скотта Рудіна з главою компанії «Miramax» Гарві Вайнштайном — перший був розсерджений на Вайнштайна за те, що той через знімання фільму не дозволив Ніколь Кідман приїхати на Венеційський фестиваль в рамках промокампанії її попереднього фільму «Заплямована репутація». Крім того, спочатку знімання картини довірили Ґасу Ван Сенту, але режисер захворів і вибув з проєкту, через що частина сценарію була переписана, а багато сцен перезнято — через це знімальний період значно затягнувся, а жанр картини змінився з комедійного трилера на чорну комедію.
Гленн Клоуз висловлювала своє обурення з цього приводу: «Я встигла завершити знімання ще у двох картинах, а знімання „Степфордських дружин“ не має ні кінця ні краю». Втомившись від тривалого знімання, проєкт погрожувала покинути Ніколь Кідман, яка втратила інтерес до картини, після того, як з проєкту вибули брат і сестра, актори Джон і Джоан Кьюсак. Джон повинен був зіграти роль чоловіка Кідман — Волтера, а Джоан — роль її подруги, Біллі, що дісталася згодом Бетт Мідлер.
Крім того, «особиста неприязнь» ставили під загрозу весь проєкт: Кідман не ладила з актором, що прийшов на заміну Джону К'юсаку, Меттью Бродеріком, а Гленн Клоуз відчувала особисту неприязнь до Бетт Мідлер (знімальний графік погрожував перешкодити її концертному туру, а також запису нового музичного альбому), яка, своєю чергою, не порозумілася з Крістофером Вокеном. Вокен же висловив негативне ставлення до чергових змін в сценарії — його героя, чоловіка персонажа Гленн Клоуз, убивали в кінці стрічки — через це на зніманнях між Вокеном і Рудіном спалахувало безліч сварок.
Також Кідман, чия героїня за весь фільм одягала 13 суконь, дуже схудла, і коли актриса повернулася на знімальний майданчик, зрозуміла, що багато суконь їй завеликі. На думку критиків, все це зіграло фатальну роль в успіху картини й в тому, яким врешті-решт вийшов фільм, що отримав, переважно, негативні відгуки професіоналів та кіноглядачів.

## Цікаві факти
- Спочатку роль Ніколь Кідман була запропонована Демі Мур, але та відмовилася від участі в цьому фільмі.
- Після невдалих тест-переглядів фільм зазнав суттєвого доопрацювання — зайві сюжетні лінії були видалені, а окремі сцени повністю перезняті.
- За початковим варіантом сценарію Волтер повинен був виправити Джоану.[2]

## Критика
«Степфордські дружини» — частково пародія, частково фільм жахів і частково маніфест фемінізму. Фільм був знятий за однойменним романом письменника Айри Левіна, який у своїх роботах говорив про сильних і слабких жінок, небезпеки, яких вони можуть зазнати, про їхню долю та інтелекті.
Фільм не отримав високого визнання серед критиків, рейтинг фільму склав 26 % на Rotten Tomatoes (базується на 172 відгуках із середнім рейтингом 4,65 / 10) та 42 % на Metacritic.